# XII Premis Días de Cine
Els XII Premis Días de Cine van ser atorgats pel programa de televisió Días de cine el 15 de gener de 2025. Els premis no tenen assignació econòmica, però no descarten «tenir-la en un futur».
L'entrega es va fer a l'Auditorio 400 Museu Reina Sofia.  Els premis especials es van donar a conèixer en el darrer programa de l’any de Días de cine el 28 de desembre de 2024.

## Premiats
| Categoria                       | Premiat                 | Labor premiada            |
| ------------------------------- | ----------------------- | ------------------------- |
| Millor documental               | Not a Pretty Picture    | Martha Coolidge           |
| Millor documental               | Cap altra terra         | Basel Adra, Yuval Abraham |
| Millor pel·lícula espanyola     | La estrella azul        | Javier Macipe             |
| Millor actor espanyol           | Eduard Fernández        | El 47                     |
| Millor actriu espanyola         | Emma Vilarasau          | Casa en flames            |
| Millor pel·lícula internacional | La Chimera              | Alice Rohrwacher          |
| Millor actor internacional      | Paul Giamatti           | The Holdovers             |
| Millor actriu internacional     | Lubna Azabal            | Amal                      |
| Millor pel·lícula d'animació    | Rock Bottom             | María Trénor              |
| Millor música                   | Víctor Reyes            | Escape                    |
| Premi del Públic                | Rodrigo Cortés          | Escape                    |
| Premi Ha Nacido una Estrella    | Pepe Lorente            | La estrella azul          |
| Premi Somos Cine                | Segundo premio          | Isaki Lacuesta            |
| Premi Vida en Sombras           | En la alcoba del sultán | Javier Rebollo            |
| Premi El Resplandor             | Zoe Bonafonte           | El 47                     |
| Premi Elegidos para la gloria   | Cecilia Bartolomé       | per la seva carrera       |
| Premi El futuro es mujer        | Los destellos           | Daniela Cajías            |
| Premi Banda Aparte              | La estafa del amor      | Virginia García del Pino  |